# Шипіцин Олег Сергійович
Олег Сергійович Шипіцин (народився 24 червня 1991 у м. Мінську, СРСР) — білоруський хокеїст, захисник. Виступає за «Юність» (Мінськ) у Білоруській Екстралізі.
Хокеєм займається з 2000 року, перший тренер — Ігор Філін. Вихованець хокейної школи «Юність» (Мінськ). Виступав за «Юність» (МХЛ), «Юність» (Мінськ).
Чемпіон Білорусі (2011).